# Monopol (film)
Monopol är en svensk komedifilm från 1996 med Galenskaparna och After Shave.

## Handling
Egil (Knut Agnred) är en vanlig målare, men en dag när han ska måla ett staket, börjar både det ena och andra helt otroliga ske. Plötsligt dyker ett filmteam upp och programledaren Hacke Häger (Per Fritzell). Det visar sig att allt bara var på låtsas och att Egil nu ska bli ett inslag i ett av Sveriges populäraste program. Men Egil vill inte signera sändningstillståndet som krävs för att sända inslaget. Egil porträtterar nu den lilla skara av svenska befolkningen som inte vill vara med på tv och bli kända.
Sune Finåker (Peter Rangmar) har nästan monopol på svensk TV och Radio, förutom de statsägda kanalerna, som han snart tänker köpa upp. Hela Sverige har passiviserats i Finåkers händer, med parollen Förströelse och lätt underhållning har han trollbundit det svenska folket framför tv-apparaterna och genom en storslagen galakväll på sina tv-kanaler tänker han vinna valet och bli statsminister, och då kommer han äntligen få sitt monopol.
Egil, Clary (Kerstin Granlund) och den sittande regeringen blir motståndsgruppen som på varsitt håll försöker få Finåker och hans monopolplaner på fall.

## Rollista
Galenskaparna och After Shave:
- Peter Rangmar - Sune Finåker
- Knut Agnred - Egil Rosén
- Per Fritzell - Hacke Häger
- Kerstin Granlund - Clary Blomstedt
- Anders Eriksson - Glenn Sivertsson
- Jan Rippe - Viggo Florin
- Claes Eriksson - Tobakshandlare Örn/Sångare i Arvstwistarna

Man ser andra skådespelare som:
- Lisa Alvgrim - Kulturministern
- Monica Dominique - Dagmar Fröberg
- Olof Thunberg - Ernst Fröberg
- Dan Ekborg - Parkbänksmannen
- Mats Bergman - Personalchefen
- Jörgen Mörnbäck - Professor Brio
- Jan Nygren - Viking Holm
- Olle Sarri - Chefsrekvisitören
- Stefan Ljungqvist - Gud
- Maria Lundqvist - Stjärnan
- Christina Stenius - Mamma Palle
- Ulf Dohlsten - Pappa Palle
- Charlott Strandberg - Programledare för Motsatserna
- Mi Ridell - Bimbonyttuppläserskan
- Håkan Johannesson - Gordon
- Lars Åby Hermansen - Turist (hans röst dubbas dock av Claes Eriksson)